# Witold Leszczyński
Witold Leszczyński (16. srpna 1933 Lodž – 1. září 2007 Lodž) byl polský filmový režisér a scenárista.

## Život
Vystudoval elektroakustiku na Varšavské polytechnice a režii na Filmové škole v Lodži. Jeho prvním celovečerním filmem byl Život Matoušův s Franciszkem Pieczkou v hlavní roli. Lyrický příběh o bezelstném vesnickém outsiderovi podle knihy Tarjei Vesaase Ptáci se natáčel u jezera Wigry a doprovází jej hudba Arcangela Corelliho. Život Matoušův získal cenu Złota Kaczka a byl nominován na cenu Oscar za nejlepší cizojazyčný film. Námět k satiře o konfrontaci venkovské a městské mentality Nezvaná (Konopielka) napsal Edward Redliński. Film Sekerezáda podle Edwarda Stachury s Edwardem Żentarou v hlavní roli získal na Festivalu polských hraných filmů cenu Zlatý lev pro nejlepší film roku 1986. Ve filmu Requiem hraje Franciszek Pieczka muže, který stmeluje vesnickou komunitu jako empatický pohřební řečník. Witold Leszczyński zemřel při natáčení filmu Stary człowiek i pies, který pak dokončil jeho dlouholetý spolupracovník, kameraman Andrzej Kostenko. Je pohřben na lodžském hřbitově Zarzew.
Byl členem Polské filmové akademie a pedagogem na lodžské filmové škole.

## Dílo
- 1959	Portret mezczyzny z medalionem
- 1960	Skowronek
- 1967	Život Matoušův
- 1973	Rewizja osobista
- 1978	Rekolekcje
- 1981	Nezvaná
- 1986	Sekerezáda
- 1993	Kolos
- 2001	Requiem
- 2008	Stary człowiek i pies